# Cynthia de Graaff
Cynthia de Graaff (Amsterdam, 7 maart 1975) is een Nederlands actrice, stemactrice en vertaalster voor nasynchronisatie.

## Levensloop
De Graaff behaalde haar vwo-diploma en studeerde in 1999 af aan de Amsterdamse Toneelschool en Kleinkunstacademie. Ze speelt rollen op televisie en in het theater en leent haar stem aan vele films en tekenfilms.

## Filmografie
- 2020- Creator Camp - Dyanthe Willems (25 afleveringen)
- 2018 - #forever NPO3 - Suus (58 afleveringen)
- 2013 - Dorsvloer vol confetti
- 2013 - Achter Gesloten Deuren, aflevering 49: een doodgewone man
- 2012 - Verborgen Verhalen, aflevering Dana
- 2008 - Het leven uit een dag - van Mark de Cloe
- 2007 - Goede tijden, slechte tijden - Lidwien van der Schaaf
- 2005 - Samen - Angelique
- 2003 - Ernstige Delicten
- 2001 - Ik ook van jou - Claire
- 2001 - Doei - Fem (40 afleveringen)
- 2000 - Ben zo terug

## Theater
- 2008 - Choke
- 2007 - Droom aan de Zaan
- 2006 - Rood, zwart en onwetend
- 2005 - Pippi Langkous
- 2002 - The Prefab Four (Orkater)
- 2001 - Oorlogje (regie: Olivier Provily)
- 2001 - Grace
- 2000 - Een nieuwe prikkel (regie: Bart Oomen)
- 2000 - De leeuw brult (concert Paul de Leeuw in Ahoy)
- 1999 - Verdi è morto
- 1998 - Variété Varié (regie: Bart Oomen)
- 1998 - The King and I

## Nasynchronisatie
- 2023 - Spider-Man: Across the Spider-Verse - LYLA
- 2017 - Teletubbies Lala
- 2017 - Coconut the little dragon Matilda
- 2015 - Popples Lulu
- 2015 - Alvin and the Chipmunks Theodore
- 2015 - Justin Time Justin
- 2014 - Chica Vampiro Elisabeth Pavlova
- 2014 - Steven Universe Amethist
- 2013 - Disney Infinity The Red Harrington
- 2013 - Monsters University Overige stemmen
- 2013 - Violetta Lucinda Ferro
- 2012 - Space Dogs Strelka
- 2011 - Bubble Guppies Molly
- 2010 - Angelo rules Angelo
- 2009 - Handy Manny Maat
- 2009 - Storm Hawks Master Cyclonis
- 2009 - Ni hao kai lan Mei Mei en Bu Bu
- 2007 - Wayside Maurecia
- 2010-2014 - Pokémon Georgia de Drakenkraker

## Vertaald voor nasynchronisatie
- 2017 - Bing
- 2017 - Leo & Tijg
- 2014 - Pieter Post
- 2014 - Boule et Bill
- 2014 - Ostwind
- 2011 - Babar en de belevenissen van Badou
- 2010 - Barbie het feeënmysterie
- 2009 - Ni hao kai lan
- 2008 - Everyone's Hero
- 2008 - Dora redt de sneeuwprinses
- 2008 - Barbie en het diamantkasteel
- 2008 - Amundsen der Pinguin
- 2008 - Astérix aux Jeux olympiques
- 2007 - Het gouden kompas
- 2007 - Zap Collège